# Isodontia boninensis
Isodontia boninensis là một loài côn trùng cánh màng trong họ Sphecidae, thuộc chi Isodontia. Loài này được Tsuneki miêu tả khoa học đầu tiên năm 1973.